# Интерегнум
Интер(р)егнум, интер(р)екс (на латински: interregnum: междинно управление, междуцарствие; interrex: междинен крал) показва временното управление или периода, в който то действа; специално при избирателни монархии това представлява времето между напускане и встъпване на наследник в господството. Когато има двама или повече възможни монарси поради неясен наследник при наследствените монархии се използва също като термин.
В историята има множество примери за такива фази.